# 舘谷恵利子
舘谷 恵利子（たちや えりこ、1988年8月25日 - ）は、日本のファッションモデル。エイジアプロモーション所属。
東京都出身。161センチメートル、45キログラム、80-59-86。主にギャル系ファッション雑誌『Happie nuts〔ハピーナッツ〕』への登場などから知られてきた。

## 来歴
2007年の初め頃から翌2008年の暮れに至るまでギャル系ファッション雑誌『ES POSHH!』の専属モデルとして活動。やがて2009年度における『ハピーナッツ誌』の3月号から同誌の専属モデルとなった。
2010年には『小悪魔アゲハ誌』のモデルとして知られるエミカほか2名とともに『QUISS』という音楽プロジェクトを発起し、自ら作詞と歌唱を行った楽曲『2GIRL』を配信するなどしている。

## 人物
青山学院大学卒業。2歳下の妹がいる。
ギョザ4

## 出演
基礎出典：エイジアプロモーションによる公式プロフィール

### 雑誌
- 『Happie nuts』（専属：2009年3月号より）
- 『ES POSHH!』（専属：2007年1月号 - 2008年12月号）

### 広告
- 『Lil'marv』
- 『Daisy』

### ランウェイ
- 渋谷ガールズコレクション：2007年秋冬[9]、2009年春夏[2]
- 渋谷コレクション[10]

### イベント
- 『GOSSIP KANSAI』（ZEPP OSAKA、2010年3月7日） 共/川端かなこ、細井宏美、板橋瑠美、高橋由真、田中愛奈、鈴木あや、斉藤夏海、坂本礼美、間宮梨花、峯村優衣、武田静加、家村マリエ、みきてぃ、本多末奈、池田恵、ほか[11]
- 『nuts night』（渋谷atom、2010年3月26日） 共/難波サキ、須田朱音、武田静加、里見茜、HOROMI[12]

### テレビ番組
- 『怨み屋本舗・紅蓮女』（テレビ東京、2008年1月5日）[13]
- 『しゃべくり007』（日本テレビ、2009年2月23日）[13]
- 『捨てる恋あれば捨てる恋あり』（フジテレビ）
- 『DON!』（日本テレビ）